# Renfrew Creamery Kings
Die Renfrew Creamery Kings waren eine kanadische Eishockeymannschaft aus Renfrew, Ontario. Die Mannschaft spielte von 1909 bis 1911 in der National Hockey Association.

## Geschichte

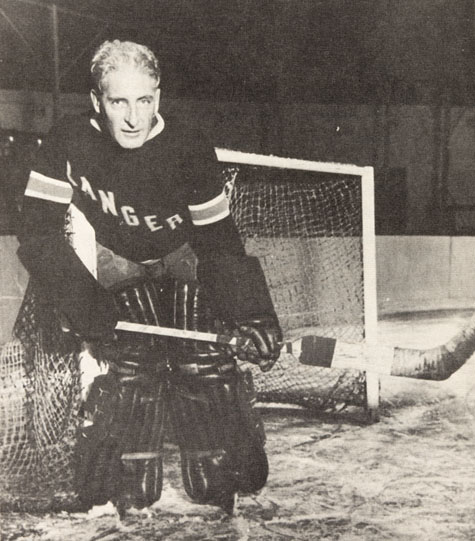
Renfrew-Spieler Lester Patrick

Nachdem die lokale Eishockeymannschaft der Stadt Renfrew mehrfach in ihren Bemühungen scheiterte den amtierenden Stanley-Cup-Sieger Ottawa Senators aus der Eastern Canada Amateur Hockey Association herauszufordern, übernahm der Geschäftsmann John Ambrose O’Brien, dessen Heimatstadt Renfrew war, die Mannschaft. Aufgrund von Unstimmigkeiten über die Stanley-Cup-Herausforderungen gründete O’Brien 1909 die National Hockey Association, in der Renfrew eines von fünf Gründungsmitgliedern war, während die ECAHA aufgelöst und durch die Canadian Hockey Association ersetzt wurde, aus der die Ottawa Senators und Montreal Shamrocks nach schlechtem Zuschauerschnitt und der damit verbundenen Auflösung der Liga, im Laufe der Saison 1910 ebenfalls in die NHA wechselten.
In ihrer Premierenspielzeit belegten die Renfrew Creamery Kings, die aufgrund ihrer teueren Neuverpflichtungen von Spielern wie Frank und Lester Patrick meistens nur Millionaires genannt wurden, nur den dritten Platz und verfehlten damit die hohen Erwartungen. In der folgenden Spielzeit belegten die Creamery Kings in einer auf fünf Mannschaften verringerten Liga erneut den dritten Platz und hatten auf den Erstplatzierten Ottawa zehn Punkte Rückstand. Schließlich stellte Teambesitzer O’Brien fest, dass Renfrew mit 4.000 Einwohnern nicht groß genug für hochklassigen Profisport war und verkaufte die Franchiserechte 1911, woraufhin Renfrew den Spielbetrieb einstellte.

## Mitglieder der Hockey Hall of Fame

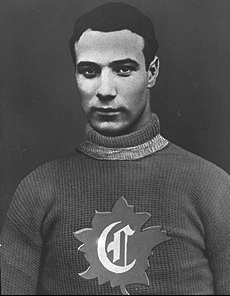
Newsy Lalonde, bester Torschütze 1910

- Newsy Lalonde
- Frank Patrick
- Lester Patrick
- Didier Pitre
- Alf Smith
- Cyclone Taylor